# Кирьяшкина, Зинаида Ивановна
Зинаида Ивановна Кирьяшкина — советский хозяйственный, государственный и политический деятель, профессор, доктор физико-математических наук.

## Биография
Родилась в 1914 году в Саратове. Член КПСС с 1948 года.
С 1936 года — на хозяйственной, общественной и политической работе. В 1936—1985 гг. — ассистент, старший преподаватель, заведующая кафедрой физики твёрдого тела, руководитель проблемной лаборатории полупроводников, декан физического факультета Саратовского государственного университета им. Н. Г. Чернышевского, председатель секции физики полупроводников и диэлектриков методического Совета Минвуза СССР.
Научный руководитель работ по созданию полупроводниковых СВЧ детекторов. Инициатор разработки программ курсов по подготовке специалистов, обучающихся в университетах по специальности «Физика полупроводников и диэлектриков».
Избиралась депутатом Верховного Совета СССР 5-го созыва.
Умерла в Саратове в 1985 году.